# Berthold (Dakota du Nord)
Pour les articles homonymes, voir Berthold.
Berthold est une ville située dans le comté de Ward, dans l’État du Dakota du Nord, aux États-Unis. Selon le recensement de 2010, sa population s’élève à 454 habitants.

## Histoire
Berthold a été fondée en 1900.

## Démographie
| Groupe            | Berthold | Dakota du Nord | États-Unis |
| ----------------- | -------- | -------------- | ---------- |
| Blancs            | 98,7     | 90,0           | 72,4       |
| Métis             | 1,1      | 1,8            | 2,9        |
| Afro-Américains   | 0,2      | 1,2            | 12,6       |
| Autres            | 0        | 6,9            | 11,9       |
| Total             | 100      | 100            | 100        |
|                   |          |                |            |
| Latino-Américains | 1,8      | 2,0            | 16,7       |

Selon l'American Community Survey, pour la période 2011-2015, 98,87 % de la population âgée de plus de 5 ans déclare parler l'anglais à la maison, 0,85 % déclare parler l'espagnol et 0,28 % une autre langue.
| 1910 | 1920 | 1930 | 1940 | 1950 | 1960 |
| ---- | ---- | ---- | ---- | ---- | ---- |
| 454  | 498  | 511  | 428  | 459  | 431  |

| 1970 | 1980 | 1990 | 2000 | 2010 | - |
| ---- | ---- | ---- | ---- | ---- | - |
| 398  | 485  | 409  | 466  | 454  | - |

## Source
- (en) Cet article est partiellement ou en totalité issu de l’article de Wikipédia en anglais intitulé « Berthold, North Dakota » (voir la liste des auteurs).

1. ↑  (en) « Population of North Dakota - Census 2010 and 2000 », sur censusviewer.com.
2. ↑  (en) « Berthold, ND Population - Census 2010 and 2000 », sur censusviewer.com.
3. ↑  (en) « Language spoken at home by ability to speak English for the population 5 years and over », sur factfinder.census.gov.
4. ↑  (en) « Statistiques des États-Unis - Dakota du nord - Profils des comtés de 2010 » (consulté en juin 2021)